# Araneus pegnia
Araneus pegnia är en spindelart som först beskrevs av Charles Athanase Walckenaer 1842.  Araneus pegnia ingår i släktet Araneus och familjen hjulspindlar. Inga underarter finns listade i Catalogue of Life.

## Bildgalleri

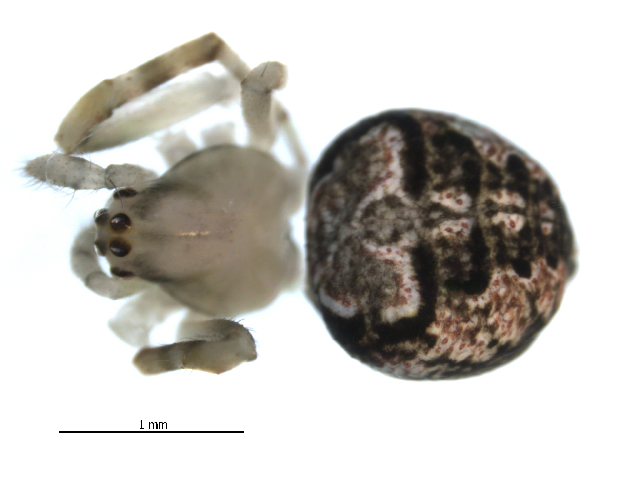